# Porgy and Bess (film)
Porgy and Bess är en amerikansk musikalfilm från 1959 i regi av Otto Preminger. Filmen är baserad på operan Porgy och Bess från 1935 av George Gershwin, DuBose Heyward och Ira Gershwin, vilken i sin tur baserades på Heywards och hustrun Dorothy Heywards pjäs Porgy från 1927, som bygger på romanen med samma namn som Heyward publicerade 1925. I titelrollerna ses Sidney Poitier och Dorothy Dandridge.

## Handling
En helsvart ensemble skildrar ett antal människor på samhällets skuggsida i ett slumkvarter i en sydstatsstad i det tidiga 1900-talet.

## Rollista i urval
- Sidney Poitier - Porgy, dubbad av Robert McFerrin
- Dorothy Dandridge - Bess, dubbad av Adele Addison
- Sammy Davis Jr. - Sportin' Life
- Pearl Bailey - Maria
- Brock Peters - Crown
- Diahann Carroll - Clara
- Ruth Attaway - Serena Robbins
- Claude Akins - Polis
- Clarence Muse - Peter
- Ivan Dixon - Jim

## Om filmen
Filmen är inte förlorad, men sedan 1974 innehas rättigheterna av familjen Gershwin, som valt att inte ge ut den. Efter biografvisningarna har den bara visats en gång i amerikansk TV, i mars 1967 av ABC, inte i kabelnätet. Den som vill se filmen kan bara göra det genom särskild inbjudan eller genom att införskaffa en olaglig kopia.

## Musik i filmen i urval
- "Summertime", musik: George Gershwin, text: DuBose Heyward, sjungs av: Diahann Carroll (dubbad av Loulie Jean Norman)
- "They Pass By Singin"', musik: George Gershwin, text: DuBose Heyward, sjungs av: Sidney Poitier (dubbad av Robert McFerrin)
- "My Man's Gone Now", musik: George Gershwin, text: DuBose Heyward, sjungs av: Ruth Attaway (dubbad av Inez Matthews)
- "I Got Plenty o' Nuttin", musik: George Gershwin, text: Ira Gershwin, sjungs av: Sidney Poitier (dubbad av Robert McFerrin) och The Ken Darby Singers
- "Bess, You Is My Woman Now", musik: George Gershwin, text: Ira Gershwin, sjungs av: Sidney Poitier (dubbad av Robert McFerrin) och Dorothy Dandridge (dubbad av Adele Addison)
- "It Ain't Necessarily So", musik: George Gershwin, text: Ira Gershwin and DuBose Heyward, sjungs av: Sammy Davis Jr. och The Ken Darby Singers
- "I Loves You Porgy", musik: George Gershwin, text: Ira Gershwin, sjungs av: Dorothy Dandridge (dubbad av Adele Addison) och Sidney Poitier (dubbad av Robert McFerrin)
- "O Lawd, I'm On My Way", musik: George Gershwin, text: DuBose Heyward, sjungs av: Sidney Poitier (dubbad av Robert McFerrin) och The Ken Darby Singers